# Clueso
Clueso (Клюзо́) — немецкий певец, рэпер, автор песен и продюсер. Настоящее имя Томас Хюбнер, родился 9 апреля 1980 в Эрфурте.

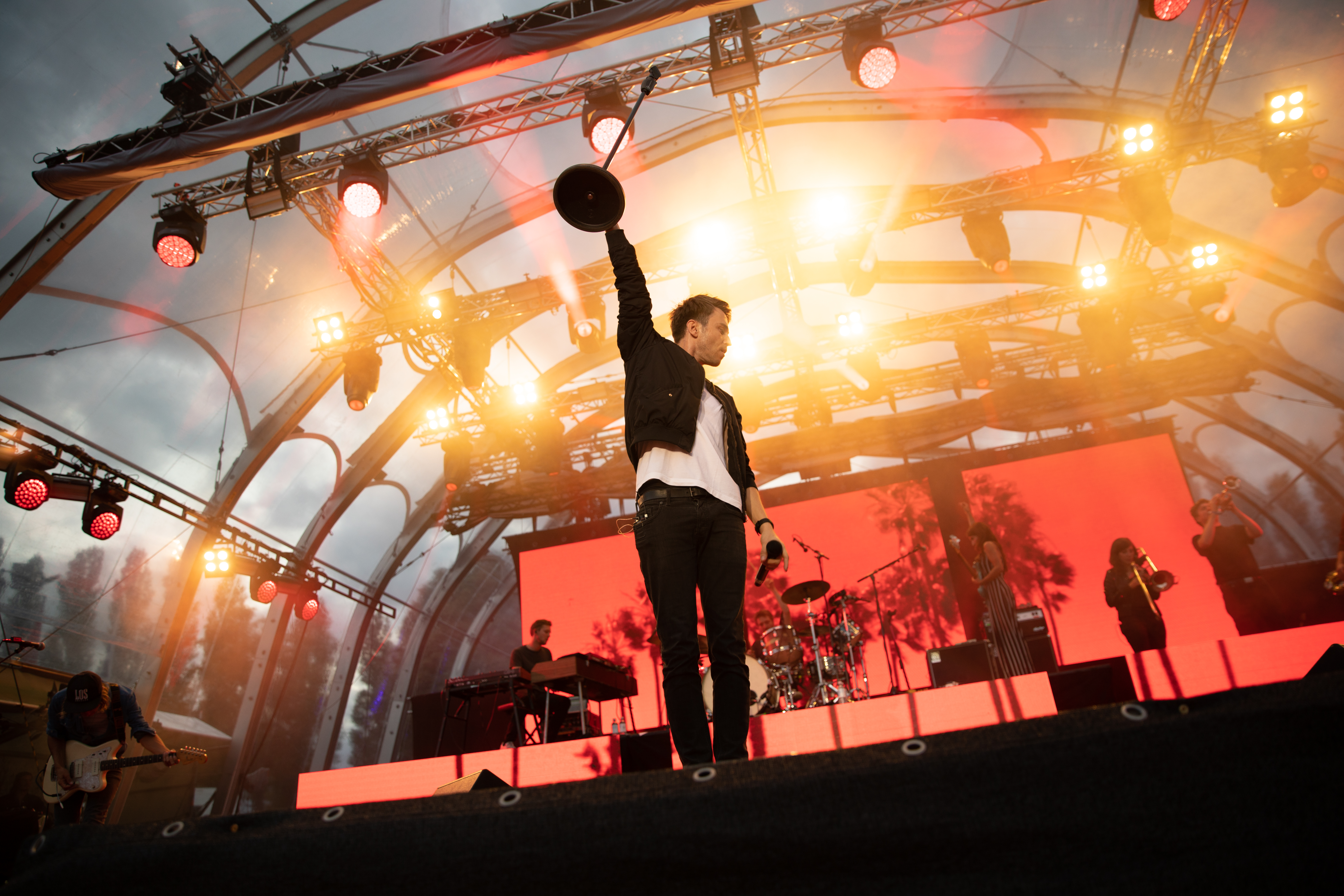
Clueso & Band, 2018

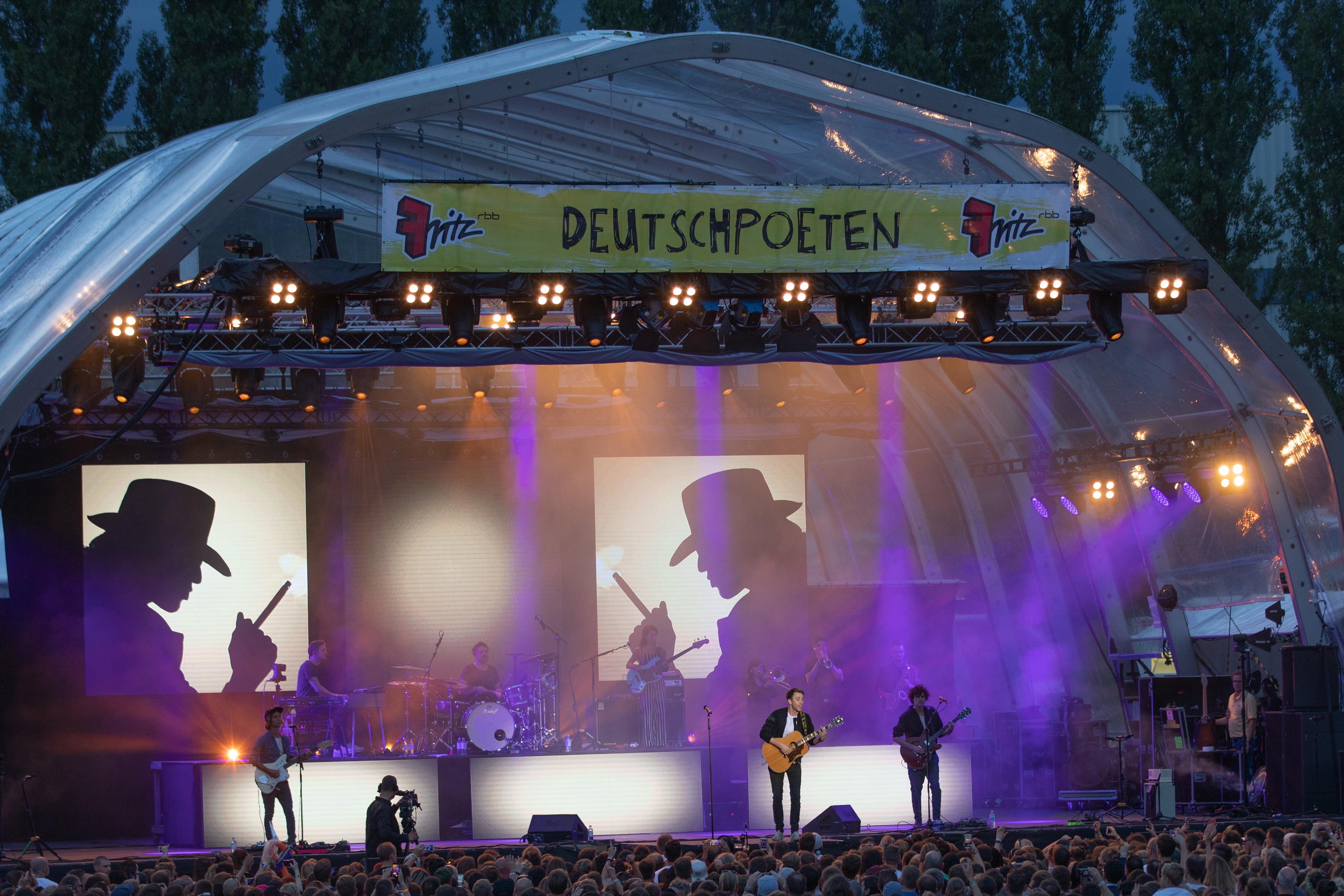
Clueso & Band, 2018

## Биография
Clueso начал заниматься музыкой в 1995. В 1998 он познакомился со своим будущим менеджером Андреасом Вельскопом (Andreas Welskop) и забросил парикмахерские курсы. Его первый винил Cluesolo был выпущен на BMG Ufa в этом же году. В 1999 он вместе с Вельскопом переходит в студию 10vor10-Studios в Кёльне. Годом спустя он подписывает контракт с Four Music и в 2001 году выходит дебютный альбом Text und Ton (Текст и звук). Примерно в это время он выступает вместе с Curfew на MTV HipHop Open в Штутгарте и на Beats for Life в Кёльне.
В 2002 году Clueso возвращается в Эрфурт и записывает Rowdy-Club-Tape 2002. Годом спустя он начинает продюсировать свой второй альбом Gute Musik (Хорошая Музыка) с участием Blumentopf, Steer M, Tilmann Jarmer, Delhia, Tim Neuhaus и Jürgen Kerth, который будет завершён в 2004. В нём нет англоязычного контента и акцент больше сделан на пение, а не на рэп. В 2005 году Clueso представляет Тюрингию с песней Kein Bock zu geh’n на Bundesvision Song Contest. В этом же году он был партнёром Start Ab, самого большого некоммерческого европейского соревнования в ремиксах. Три года позже он снова участвовал в Bundesvision Song Contest от Тюрингии с последним синглом Keinen Zentimeter и занял второе место.
В 2008 году Clueso был удостоен премии слушателей немецкой радиостанции 1LIVE как лучший музыкант-исполнитель, соперничая при этом с такими певцами как Thomas D, Peter Heppner, Curse и Nneka.
На данный момент на счету у Clueso 16 синглов, 3 студийных альбома, 1 концертный альбом. Наиболее яркими синглами являются Gewinner, Keinen Zentimeter и Mitnehm.

## Дискография

### Синглы / Макси
- 2000 — The Disk feat. Metaphysics
- 2000 — Spiel da nich mit («Не играй с этим»)
- 2001 — Sag mir wo («Скажи где») Clueso, июнь 2005
- 2003 — Extended Player
- 2004 — Wart' mal («Подожди»)

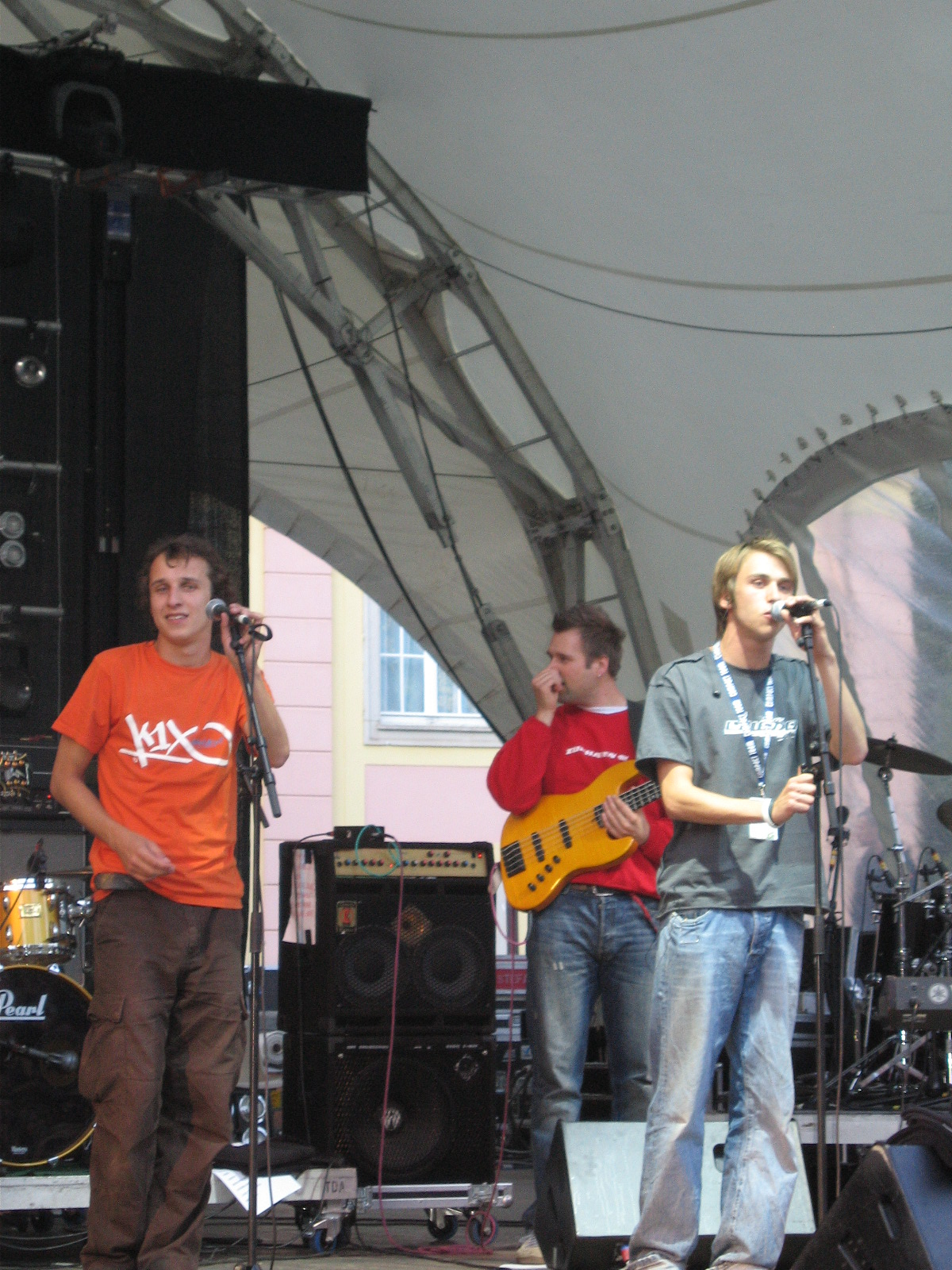
Clueso, июнь 2005

- 2005 — Kein Bock zu geh’n («Не хочу уходить»)
- 2005 — Pizzaschachteln («Коробки из-под пиццы»)
- 2005 — Komm schlaf bei mir («Спи рядом со мной»)
- 2006 — Shwer[2]
- 2006 — Out Of Space
- 2007 — Chicago (Live)
- 2007 — Lala (Из фильма Leroy)
- 2008 — Keinen Zentimeter («Ни сантиметра»)
- 2008 — Mitnehm' («Возьми с собой»)
- 2008 — Niemand An Dich Denkt («Никто не думает о тебе»)
- 2009 — Gewinner («Победитель»)

### Альбомы
- 2001 — Text und Ton («Текст и Звук»)
- 2004 — Gute Musik («Хорошая Музыка»)
- 2006 — Weit Weg («Далеко»)
- 2008 — So Sehr Dabei
- 2009 — So Sehr Dabei Live